# Застава Сингапура
Застава Сингапура је усвојена 3. децембра 1959. Подељена је на два хоризонтална дела црвене и беле боје. На горњем црвеном делу се налази бели полумесец и пет белих звезда које формирају круг. 
Црвена боја је симбол братства и једнакости свих људи, а бела чедности и моћи. Полумесец означава млада нацију, а звезде сингапурске идеале: демократију, мир, напредак, праведност и једнакост.

## Остале заставе Сингапура
- Цивилна застава
- Застава владе
- Поморска застава
- Председничка застава